# Anjali Mudra

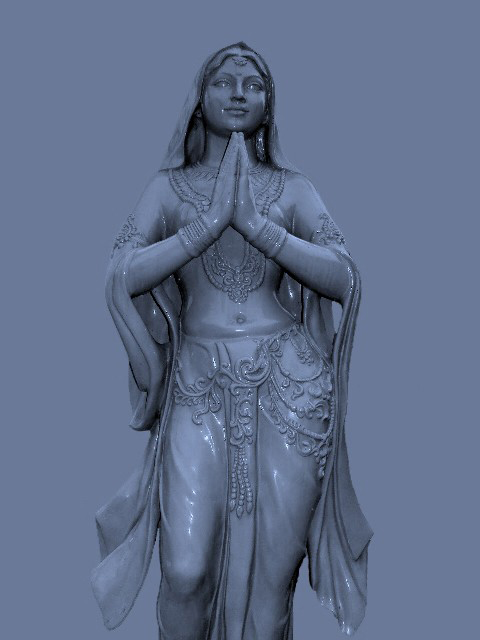
Tượng với bàn tay ở tư thế ấn Anjali phổ biến.

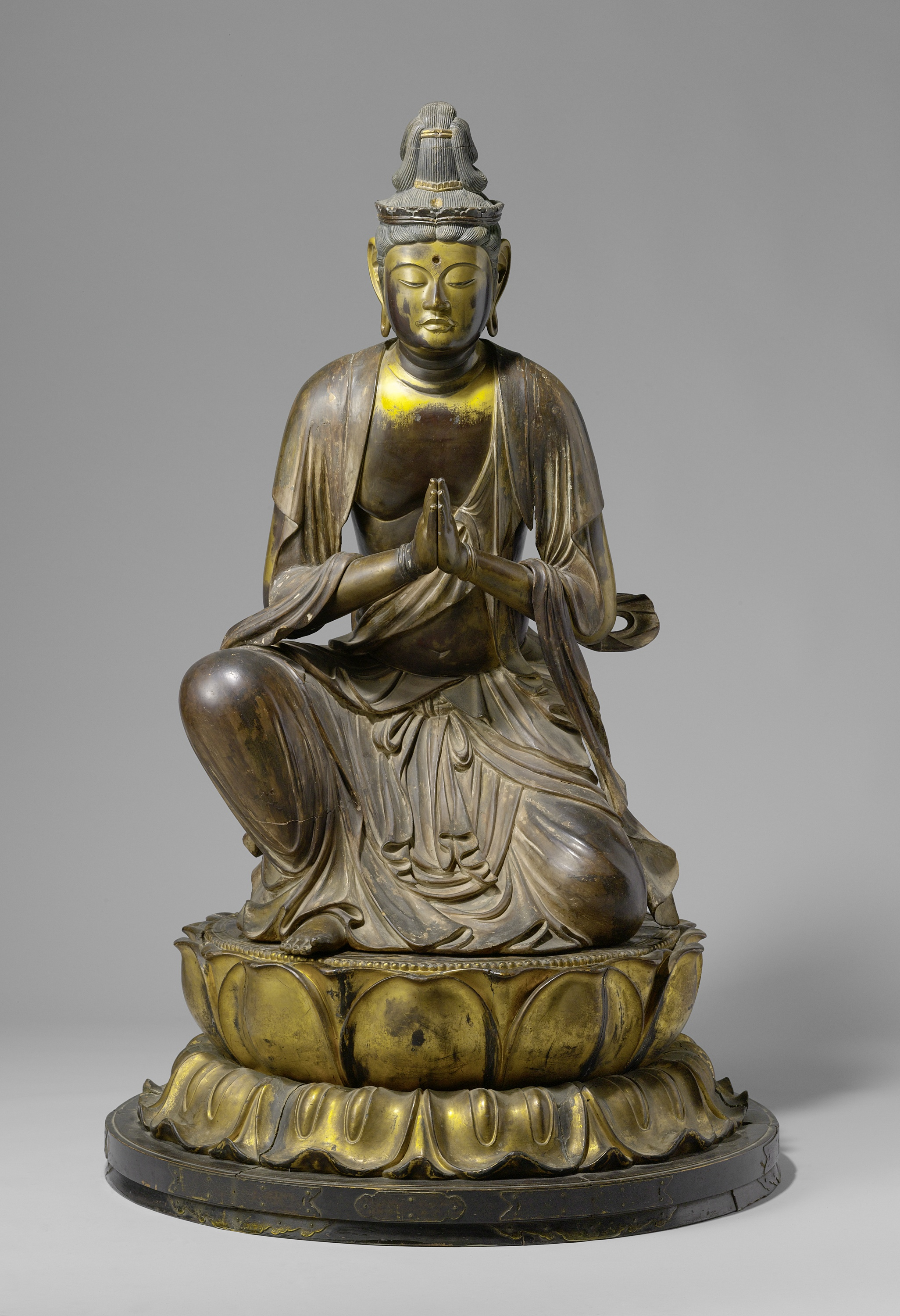
Một bức tượng Đại Thế Chí Bồ Tát của Nhật Bản đang thực hành ấn Anjali.

Anjali Mudra hay ấn Anjali (tiếng Phạn: अञ्जलि मुद्रा Añjali Mudrā), gọi ngắn gọn là vái, là một cử chỉ tay chủ yếu gắn liền với các tôn giáo khởi nguồn từ Ấn Độ, phổ biến khắp châu Á và xa hơn nữa. Nó là một phần của các tư thế múa cổ điển Ấn Độ như Bharata Natyam, thực hành yoga, và là một phần của lời chào Namaste. Trong số các nghệ thuật trình diễn, ấn Anjali là một hình thức giao tiếp trực quan, không lời với khán giả. Đây là một trong 24 ấn samyukta của nghệ thuật cổ điển Ấn Độ. Có một số dạng của ấn Anjali chẳng hạn như brahmanjali.
Động tác này được kết hợp trong nhiều tư thế yoga. Tư thế yoga hiện đại pranamasana (tiếng Phạn: प्रणामासन praṇāmāsana) bao gồm việc đứng thẳng, hai tay ở tư thế ấn Anjali.
Như một cử chỉ, nó được sử dụng rộng rãi như một dấu hiệu tôn trọng hoặc một lời chào thầm lặng ở Ấn Độ, Sri Lanka, Nepal, Bhutan, Miến Điện, Thái Lan, Lào, Campuchia, Indonesia và Malaysia. Nó cũng được sử dụng trong số các Phật tử Đông Á, người theo tôn giáo Trung Quốc, Thần đạo và những người theo các truyền thống châu Á tương tự. Cử chỉ này được sử dụng như một phần của lời cầu nguyện hoặc thờ cúng trong nhiều tôn giáo khởi nguồn từ Ấn Độ và các tôn giáo phương Đông khác.
Trong điêu khắc, ấn Anjali phổ biến ở các lối vào và trong các tác phẩm phù điêu của các ngôi đền lịch sử như Lingobhavamurti của giáo phái Shaiva. Ấn Anjali khác với Namaste ở chỗ là một cử chỉ phi ngôn ngữ, trong khi Namaste có thể được nói có hoặc không có bất kỳ cử chỉ nào. Theo Bhaumik và Govil, ấn Anjali và ấn Namaskara rất giống nhau nhưng có những khác biệt nhỏ. Mặt sau của ngón cái trong ấn Anjali hướng về phía ngực và vuông góc với các ngón khác, trong khi ngón cái trong ấn Namaskara thẳng hàng với các ngón khác.

## Từ nguyên
Anjali (अञ्जलि) là một từ tiếng Phạn dùng để chỉ khoảng trống được hình thành giữa hai lòng bàn tay bằng cách chắp hai tay lại với nhau để cầm và dâng hoa hoặc nước, hoặc tặng hay nhận thứ gì đó. Khi hai bàn tay ấn vào nhau và giơ lên, nó có nghĩa là "tôn kính", "tôn kính", "chúc lành", "lời chào" hoặc một hình thức "cầu xin". Nó có nguồn gốc từ anj, có nghĩa là "tôn vinh hoặc ăn mừng". Anjali bao hàm một "lễ vật thiêng liêng", "một cử chỉ tôn kính".
Mudra có nghĩa là "dấu hiệu". Vì vậy, ý nghĩa của cụm từ này là "dấu hiệu lời chào".
Ấn Anjali được mô tả trong các văn bản cổ của Ấn Độ như trong câu 9.127–128 của Natya Shastra (200 TCN – 200 CN), trong các văn bản kiến trúc đền thờ có niên đại sau thế kỷ thứ 6 CN chẳng hạn như trong câu 5.67 của Devata murti prakarana, và những điều đó trên bức tranh tên là Citrasutras. Natya Shastra, một văn bản múa cổ điển của Ấn Độ, mô tả đó là tư thế hai tay chắp lại với nhau trong trạng thái tôn kính và tư thế này được dùng để cầu nguyện trước một vị thần, tiếp đón bất kỳ người nào mà họ tôn kính và cũng để chào đón bạn bè. Natya Shastra nói thêm rằng đối với những lời cầu nguyện bên trong một ngôi đền, ấn Anjali nên được đặt gần đầu của một người hoặc cao hơn, trong khi gặp một người đáng kính, nó được đặt trước mặt hoặc cằm của một người và đối với bạn bè thì gần ngực của một người.
Cử chỉ này còn được gọi là hrdayanjali mudra có nghĩa là "tôn kính dấu ấn trái tim" (từ hrd, có nghĩa là "trái tim") và atmanjali mudra có nghĩa là "tôn kính dấu ấn của bản thân" (từ atman, có nghĩa là "bản thân").